# Пулов
Пулов (нем. Pulow) — община в Германии, в земле Мекленбург — Передняя Померания.
Входит в состав района Восточная Передняя Померания. Подчиняется управлению Цюссов.  Население составляет 320 человек (на 31 декабря 2006 года). Занимает площадь 15,38 км².
Община подразделяется на 4 сельских округа.